# رودلف بران
رودلف بران (انگلیسی: Rudolf Beran؛ زاده ۲۸ دسامبر ۱۸۸۷ – درگذشته ۲۳ آوریل ۱۹۵۴) سیاست‌مدار اهل جمهوری چک بود. وی از ۱ دسامبر ۱۹۳۸ تا ۱۵ مارس ۱۹۳۹ نخست‌وزیر چکسلواکی بود.
رودلف بران در ۲۳ آوریل ۱۹۵۴، در سن ۶۶ سالگی در زندان درگذشت.